# Hugo Lacorte Vitale

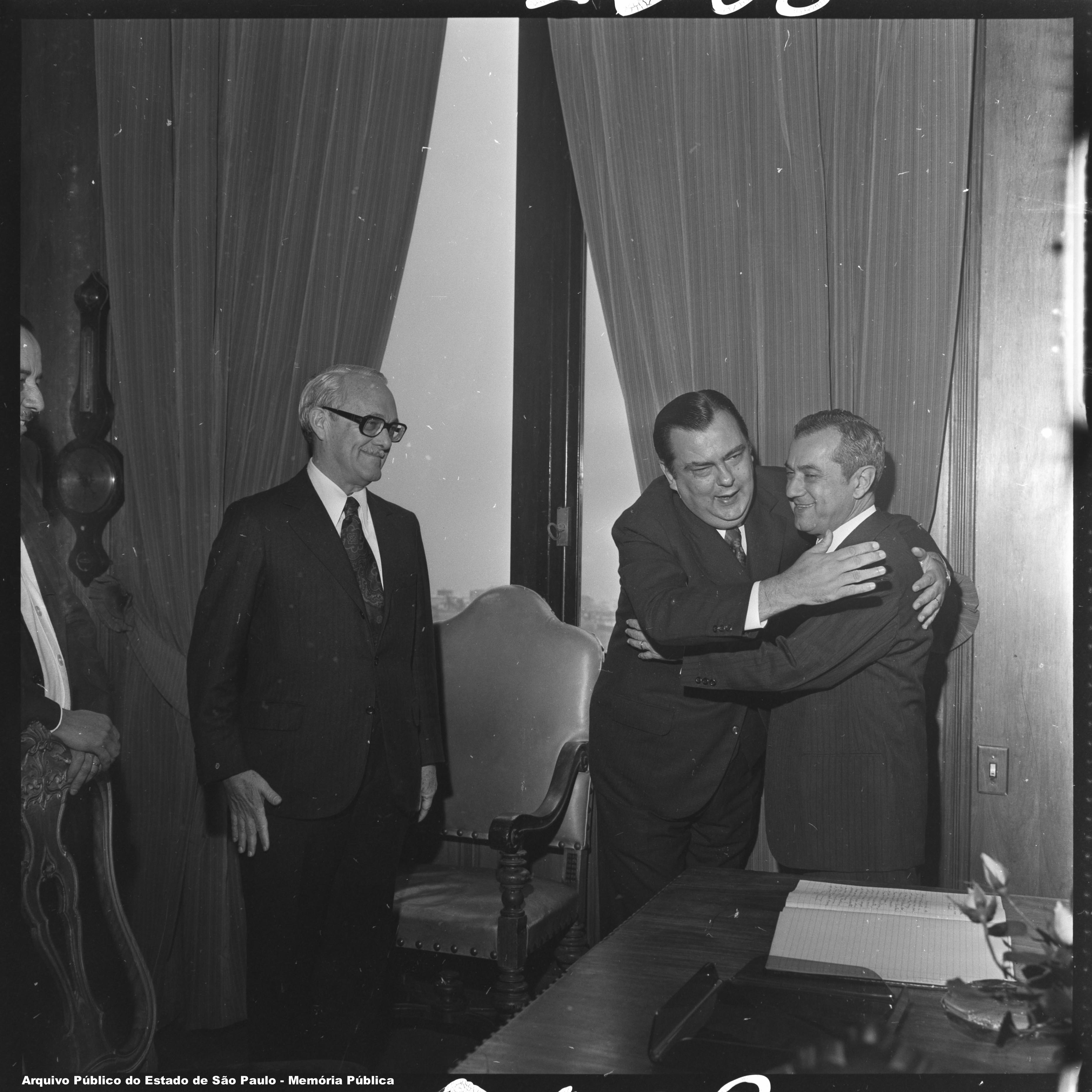
Hugo Lacorte (à esquerda) observa Waldemar Mariz de Oliveira Junior cumprimentar o governador Laudo Natel após tomar posse como novo secretário de justiça de São Paulo, 1973.
Arquivo Público do Estado de São Paulo

Hugo Lacorte Vitale (20 de abril de 1913 – São Paulo, 9 de julho de 1976) foi um advogado e político brasileiro.
Filho de Vicente Vitale e de Rafaela Lacorte Vitale. Casou com Neusa de Freitas Lacorte Vitale. Bacharelou-se em ciências jurídicas e sociais pela Faculdade de Direito da Universidade Federal do Rio de Janeiro.
Vice-prefeito de Presidente Prudente, nas eleições de outubro de 1962 foi eleito suplente de deputado federal pelo estado de São Paulo. Assumiu uma cadeira na Câmara em junho de 1964 e, com a extinção dos partidos políticos pelo Ato Institucional Número Dois e a posterior instauração do bipartidarismo, filiou-se à Aliança Renovadora Nacional (Arena). Nas eleições estaduais em São Paulo em 1966 foi eleito deputado federal. De 1971 a 1972 foi chefe do Gabinete Civil do governo Laudo Natel (1971-1975).